# Mercedes-Benz Group
Mercedes-Benz Group AG (ISIN: DE0007100000; do 31. ledna 2022 Daimler-Benz AG) je německá akciová společnost. Nelze ji zaměňovat se společností Daimler Motor Company ze Spojeného království a německou společností Daimler Truck AG. Je jedním z významných výrobců luxusních a technicky vysoce vyspělých osobních automobilů na světě. Od roku 2021 vyrábí tato společnost pouze osobní automobily značky Mercedes-Benz a také malá auta značky Smart. Od ní v roce 2021 oddělená společnost Daimler Truck AG vyrábí nákladní automobily a autobusy. Společnost také vlastní velký akciový podíl ve skupině EADS a tým Mercedes AMG Petronas, který se účastní Formule 1.
Předsedou představenstva (CEO) akciové společnosti Mercedes-Benz Group je švédský manažer Ola Källenius. 

## Výroba v zemích
Výroba probíhá prakticky globálně na území celého světa. Produkční továrny jsou v zemích: Německo, USA, Kanada, Mexiko, Maďarsko, Francie, Spojené království, Španělsko, Portugalsko, Turecko, Čína, Indie, Indonésie, Argentina, Brazílie, Jižní Afrika, Vietnam.

### TovárnyMercedes-Benz(včetněDivize dodávek)

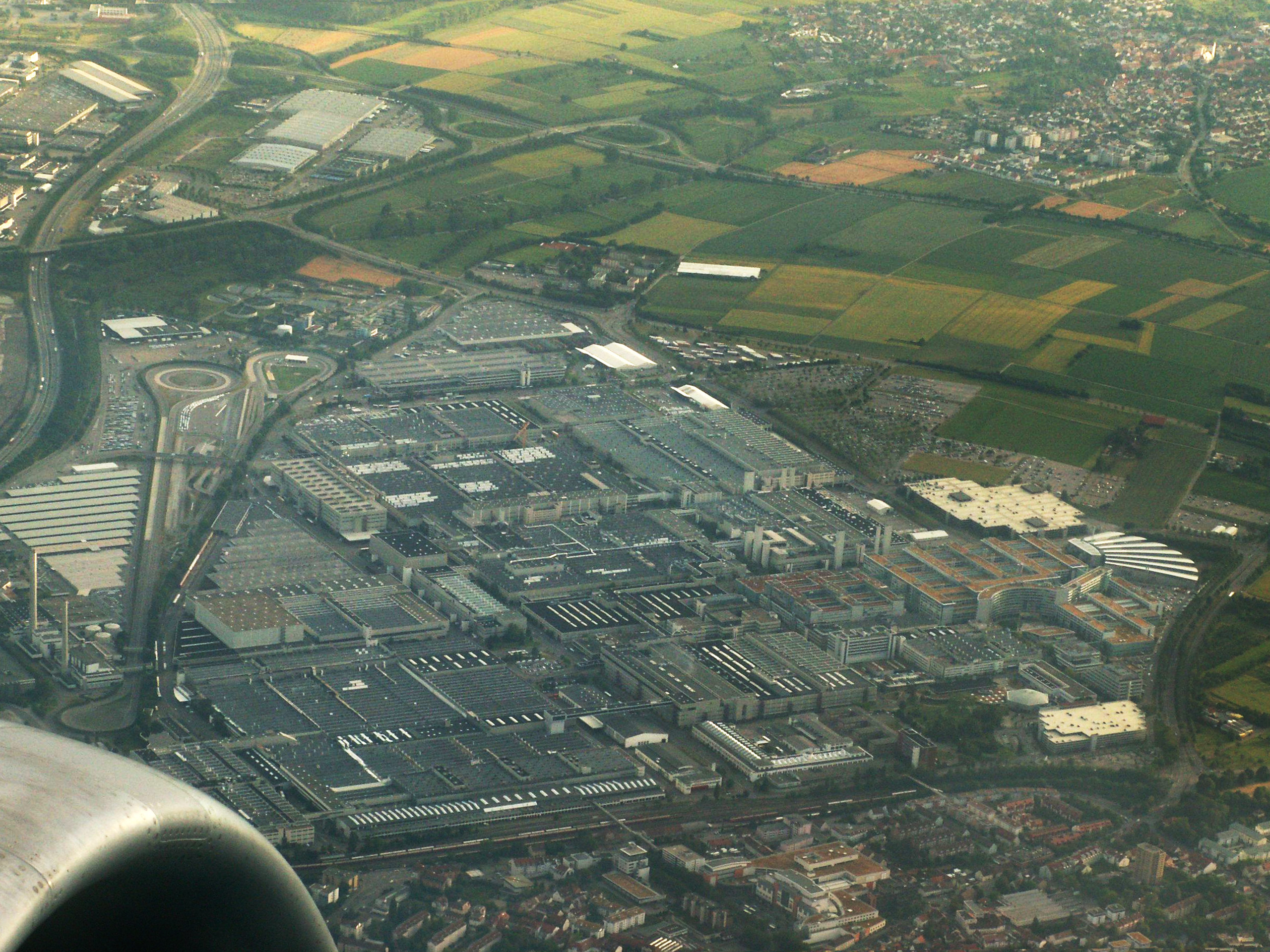
Největší továrna firmy Mercedes-Benz Group AG vyrábějící vozy Mercedes-Benz v Sindelfingenu

Viz níže jsou detaily jednotlivých produkčních továren pro značku Mercedes-Benz automobily
- Továrna Affalterbach, Německo: motory, příslušenství
- Továrna Stuttgart-Untertürkheim, Německo: motory, nápravy, převodovky, hnací ústrojí, příslušenství
- Továrna Sindelfingen, Německo: třída C, třída E – limuzíny, třída E – model T, třída CLS (na třídu E), třída S, CL-Klasse (na třídu S), Maybach 57 a 62, speciální obrněná (pancéřovaná) vozidla
- Továrna Rastatt, Německo: třída A, třída B
- Továrna Brémy, Německo: třída C – limuzína, třída C – model T, třída E kupé, třída SLK, třída SL, třída GLK
- Továrna Düsseldorf, Německo: karoserie a montážní linka pro Transporter
- Továrna Ludwigsfelde, Německo: karoserie a montážní linka pro Transporter
- Továrna Hamburk, Německo: nápravy a komponenty – příslušenství
- Továrna Berlín-Marienfelde, Německo: benzínové a dieselové motory, příslušenství, komponenty
- Továrna Vitoria-Gasteiz, Španělsko: karosérie a montážní linka pro model Transporter
- Továrna Tuscaloosa (Mercedes-Benz U.S. International), Vance, Tuscaloosa County, Alabama, USA: třída ML, třída R, třída GL
- Továrna McLaren, Woking, Anglie: McLaren SLR
- Továrna Charleston, Jižní Karolína, USA: montážní linka pro model Transporter
- Továrna Puné, Indie: třída C – limuzína, třída C, třída E, třída S. Start výroby dne 24.2. 2009
- Továrna Kecskemét, Maďarsko:
- Továrna Jihoafrická republika:

## Mercedes-Benz Group AG v Česku

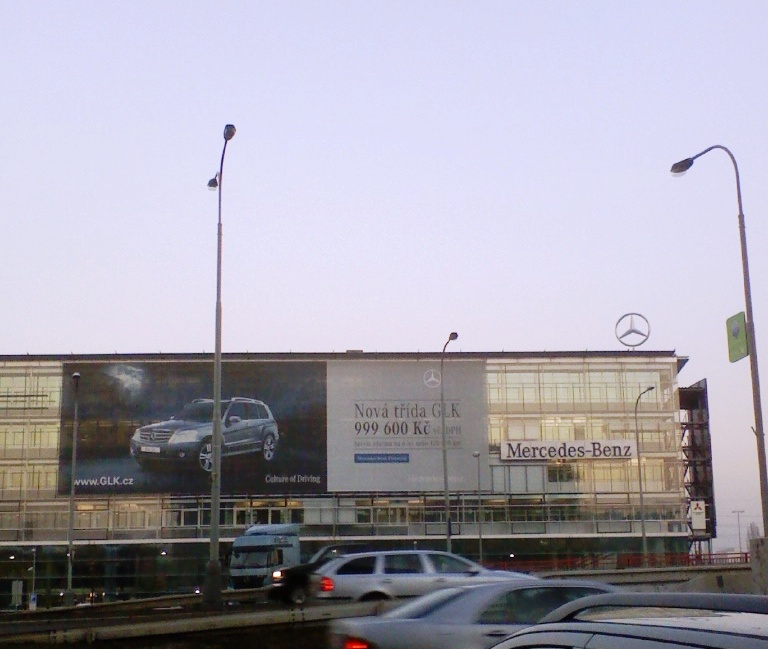
Sídlo firmy Mercedes-Benz Group AG v Praze

### Prodej a distribuce
Mercedes-Benz Group AG vlastní v Česku prodejní a distribuční společnost Mercedes-Benz Česká republika s.r.o. Sídlo této firmy je v Praze 4. Společnost se obecně zabývá prodejem a servisem osobních vozidel značek Mercedes-Benz a Smart.

### Finanční služby
Od roku 1995 působí na českém trhu také společnost poskytující finanční služby pro nákupy a leasing osobních a nákladních automobilů. Od roku 2021 má v Německu název Mercedes-Benz Mobility, v Česku Mercedes-Benz Mobility Bohemia s.r.o. Tato firma se zaměřovala na leasingové služby k prodeji značek Mercedes-Benz a Setra. V roce 2001 byla společnost přejmenována na DaimlerChrysler Services Bohemia s.r.o. V roce 2008 došlo ke změně názvu společnost na Mercedes-Benz Financial Services Česká republika s.r.o. V současnosti se společnost zaměřuje na financování značek automobilů Mercedes-Benz, Smart a pravděpodobně doposud i Mitsubishi Fuso, Chrysler, Jeep, Dodge a Setra..

### Výroba
Jako výrobní podnik byla dřívější Daimler AG do roku 2021 přítomná přes společnost EvoBus GmbH, respektive EvoBus Česká republika s.r.o. Jedná se o továrnu v Holýšově, kde bylo k 31. prosinci 2018 zaměstnáno 650 pracovníků. Továrna vyrábí v současnosti pro Daimler Truck AG, a to rámy (kostry) pro autobusy Mercedes-Benz a Setra. Tyto automobilové díly jsou dodávány do německé továrny v Mannheimu k finální montáži. Holýšovská továrna byla začleněna do EvoBusu v roce 1999[nedostupný zdroj].